# Lekkoatletyka na Letnich Igrzyskach Paraolimpijskich 2012 – 200 metrów T35 mężczyzn
W biegu na 200 metrów kl. T35 mężczyzn podczas Letnich Igrzysk Paraolimpijskich 2012 rywalizowało ze sobą 11 zawodników. W konkursie udział wzięły osoby z porażeniem mózgowym, posiadające problemy z poruszaniem się.

## Wyniki

### Eliminacje
Bieg 1
| Poz. | Zawodnik                 | Narodowość        | Rezultat | Uwagi |
| ---- | ------------------------ | ----------------- | -------- | ----- |
| 1    | Hernan Barreto           | Argentyna         | 27,19    | Q     |
| 2    | Teboho Mokgalagadi       | Południowa Afryka | 27,37    | Q     |
| 3    | Iwan Otlejkin            | Rosja             | 28,16    | Q     |
| 4    | Sam Ruddock              | Wielka Brytania   | 28,75    |       |
| 5    | Pedro Marquez Villanueva | Meksyk            | 31,51    |       |

Bieg 2
| Poz. | Zawodnik        | Narodowość      | Rezultat | Uwagi |
| ---- | --------------- | --------------- | -------- | ----- |
| 1    | Jurij Caruk     | Ukraina         | 26,58    | Q, WR |
| 2    | Allel Boukhalfa | Algieria        | 27,39    | Q     |
| 3    | Fu Xinhan       | Chiny           | 27,42    | Q     |
| 4    | Niels Stein     | Niemcy          | 28,27    | q     |
| 5    | Anton Bubnow    | Rosja           | 28,40    | q     |
| 6    | Jordan Howe     | Wielka Brytania | DNS      |       |

### Finał
| Poz. | Zawodnik           | Narodowość        | Rezultat | Uwagi |
| ---- | ------------------ | ----------------- | -------- | ----- |
| 1    | Jurij Caruk        | Ukraina           | 25,86    | WR    |
| 2    | Fu Xinhan          | Chiny             | 26,21    |       |
| 3    | Hernan Barreto     | Argentyna         | 26,59    |       |
| 4    | Allel Boukhalfa    | Algieria          | 26,70    |       |
| 5    | Teboho Mokgalagadi | Południowa Afryka | 27,02    |       |
| 6    | Iwan Otlejkin      | Rosja             | 27,82    |       |
| 7    | Niels Stein        | Niemcy            | 27,89    |       |
| 8    | Anton Bubnow       | Rosja             | 28,21    |       |